# مقاطعة والورث (ويسكونسن)
مقاطعة والورث (بالإنجليزية: Walworth County, Wisconsin)‏ هي إحدى مقاطعات ولاية ويسكونسن في الولايات المتحدة. تأسست سنة 1836، وتبلغ مساحتها 577 ميل مربع (1,490 كـم2)، بلغ عدد سكانها 102228 نسمة في عام 2010 حسب إحصاء مكتب تعداد الولايات المتحدة .

## أعلام
- تايلر أوقست

## وصلات خارجية
- الموقع الرسمي
- United States Counties